# Interlingue litteratur
|  | Maskinoversættelse og/eller tvivlsomt indhold Denne sides indhold bærer præg af at være en maskinoversættelse og/eller meget dårligt og uklart formuleret. Det vurderes at sproget er så dårligt og eventuelt forkert eller til at misforstå, at det bør omskrives eller oversættes på ny. Du kan hjælpe med at oversætte til korrekt dansk i denne og lignende artikler. Hvis dette ikke sker inden for kort tid, kan en sletning komme på tale. Se evt. denne sides diskussionsside eller i artikelhistorikken. |

Interlingue litteratur omfatter i store træk samlingen af fiktion og faglitteratur skabt eller oversat til Interlingue, et konstrueret sprog skabt af Edgar de Wahl. Selvom de i vid udstrækning er sammensat af originale noveller og oversættelser udgivet i sprogets centrale magasin, Cosmoglotta, findes der også romaner i fuld længde og poesiantologier, især dem af forfattere som ie, eo, og eo.

## Historie

### Baggrund
Interlingue, også kendt som Occidental, er et internationalt hjælpesprog skabt i 1922 af Estisk-læreren Edgar de Wahl. Det har et stort set vesteuropæisk ordforråd, der i vid udstrækning er baseret på de romanske sprog, med stor indflydelse fra engelsk. Den blev oprettet i 1922 og blev først udgivet i magasinet Kosmoglott (senere Cosmoglotta), hvor den opbyggede en tilhængerskare. På grund af mangel på offentliggjorte grammatikker og standardisering brugte de tidligste værker på sproget ikke-standard ortografi og grammatiske strukturer.

## Publikationer
Den første kendte publikation i Interlingue er bogen Transcendent algebra, ideografie matematical, experiment de un lingue filosofic af den estiske lingvist Jakob Linzbach, et forslag til en pasigrafi. Dette blev oversat til interlingue af de Wahl på Linzbachs anmodning. Dette blev udgivet før de Wahl formaliserede sproget i Kosmoglott, mens sproget stadig var under udvikling, som et protosprog ved navn "Auli".
Det første værk af interlinguelitteratur som kunst var af fi: en oversættelse af digtet "Hymn" ("Hymne") af den finske journalist og forfatter fi, udkom i 1925-udgaven af Kosmoglott. Adskillige andre oversættelser af udenlandsk litteratur blev også udgivet af A. Toman omkring denne tid, såsom Vandrerens Natsang-digtene af Goethe i 1926-tillægget til Kosmoglott og en oversættelse af "Nationalism in the West" af Rabindranath Tagore.
I Supplement al Cosmoglotta 7 (1927) blev en oversættelse af værk af den persiske digter Saadi Shirazi præsenteret sammen med værk af Hermann Keyserling i den følgende udgave i 1927.
En række oversættelser blev udgivet i 1930'erne, herunder Konstantin Balmonts Hvor er mit hjem?, Manuel Menendez af Edmondo De Amicis og A Descent into the Maelström af Edgar Allan Poe. Derudover blev flere originale værker udgivet, såsom en poesiantologi, Li Astres del Verne (Forårets planeter), af Podobský, Krasina, raconta del subterrania del Moravian carst af Kajš, og flere værker af ie og P Dimitriev. En novellesamling, Historiettes in Occidental, blev udgivet i 1930 af Ric Berger.
I 1951, med oprettelsen af Interlingua, begyndte mange occidentalister, inklusive Berger, en af de vigtigste skikkelser i Interlingue-bevægelsen, at støtte dette nye IALA-sprog. Dette førte til en stor destabilisering af bevægelsen, og mens Cosmoglotta fortsatte med at blive udgivet, gjorde den det med aftagende frekvens og ophørte med udgivelsen i 1985. Ifølge esperantistforfatteren Don Harlow, redaktøren af Cosmoglotta i denne periode, ie udtalte, at interlingue kunne beskrives som et "dødt sprog".
Udgivelser af ny litteratur på Interlingue fortsatte imidlertid gennem 1950'erne og begyndelsen af 1960'erne, med oversættelser, herunder "En mor taler" af tjekkiske Jiří Marek i 1954, Multatulis "Tillægget til Lebaks chefer" og "cz " af Karel Jaromír Erben, oversat af Josef Křesina.
Andre oversatte bøger omfattede Arvid Brenners Un Adío (Et farvel) og Bo Bergmans "En desertør" af Eric Ahlström i 1958. I 1964 udgav ie Poemas (digte), en antologi bestående af digte oversat fra tysk, fransk, og engelsk.
Genoplivningen af Interlingue begyndte i 1999 med oprettelsen af en Yahoo! gruppe for sproget, efter et årti med forfald i 1980'erne og 1990'erne. I begyndelsen af 2000'erne blev Interlingue Wikipedia oprettet, som havde over 5000 artikler i 2020.
Mange originale interlinguetekster såvel som oversættelser er blevet udgivet siden 2000, hvor den første var Stendhals Charterhuset i Parma (Li Cartusie de Parma), oversat af Robert Winter i 2011. I 2012 udgav Thomas Schmidt Li Munde de Sandra i en online magasin, Posta Mundi, som indeholder materiale udgivet på konstruerede sprog. Dette blev fulgt op med en oversættelse af Den lille prins i 2014 og endnu en af Li Romance de Photogen e Nycteris i 2019.
Mellem 2021 og 2023 udgav Vicente Costalago flere originale og oversatte tekster på Interlingue. Blandt de første er Li sercha in li castelle Dewahl e altri racontas, Li tresor de Fluvglant, Subuqti e Verses escapat de mi mente. Blandt sidstnævnte kan vi finde Antologie hispan, Fabules, racontas e mites og Antologie de poesie europan.
En anden vigtig forfatter er Dorlota Burdon, som har offentliggjort flere originale historier i magasinet Posta Mundi. Hun har også oversat Den gale, af Khalil Gibran.

## Bemærkelsesværdige forfattere
- Jan Amos Kajš
- Jaroslav Podobský
- Engelbert Pigal
- Abram Kofman
- A.E. Cortinas
- Ilmari Federn
- Thomas Schmidt
- Dorlota Burdon
- Vicente Costalago